# 24 Heures du Mans 1986
Navigation
Édition précédente Édition suivante
Les 24 Heures du Mans 1986 sont la 54e édition de l'épreuve et se déroulent les 31 mai et 1er juin 1986 sur le circuit de la Sarthe. Cette course est la quatrième manche du Championnat du monde des voitures de sport 1986 (WSC - World Sportscar Championship).

## Nombre de pilotes qualifiés pour la course
Lors de cette édition 1986, 143 pilotes sont au départ de la course mancelle.
| 35 Français | 25 Britanniques | 16 Américains | 12 Allemands | 12 Japonais     |
| 8 Italiens  | 6 Belges        | 4 Danois      | 4 Espagnols  | 3 Australiens   |
| 3 Irlandais | 3 Suisses       | 2 Autrichiens | 2 Norvégiens | 2 Sud-Africains |
| 2 Suédois   | 1 Argentin      | 1 Grec        | 1 Marocain   | 1 Néo-Zélandais |

## Déroulement de la course

### Classements intermédiaires
| Pos. | Après la 1re heure | Après la 1re heure                                                                       | Après 6 heures | Après 6 heures                                                                           | Après 12 heures | Après 12 heures                                                                                                | Après 18 heures | Après 18 heures                                                                                                |
| Pos. | n°                 | Voiture / Pilotes                                                                        | n°             | Voiture / Pilotes                                                                        | n°              | Voiture / Pilotes                                                                                              | n°              | Voiture / Pilotes                                                                                              |
| ---- | ------------------ | ---------------------------------------------------------------------------------------- | -------------- | ---------------------------------------------------------------------------------------- | --------------- | --- | --------------- | --- |
| 1    | 7                  | Joest Racing Porsche 956 (C1) Ludwig - Barilla - Winter                                  | 1              | Rothmans Porsche Porsche 962C (C1) Bell - Stuck - Holbert                                | 7               | Joest Racing Porsche 956 (C1) Ludwig - Barilla - Winter                                                        | 1               | Rothmans Porsche Porsche 962C (C1) Bell - Stuck - Holbert                                                      |
| 2    | 1                  | Rothmans Porsche Porsche 962C (C1) Bell - Stuck - Holbert                                | 2              | Rothmans Porsche Porsche 962C (C1) Mass - Wollek - Schuppan                              | 1               | Rothmans Porsche Porsche 962C (C1) Bell - Stuck - Holbert                                                      | 17              | Brun Motorsport Porsche 962C (C1) Larrauri - Pareja - Gouhier                                                  |
| 3    | 2                  | Rothmans Porsche Porsche 962C (C1) Mass - Wollek - Schuppan                              | 7              | Joest Racing Porsche 956 (C1) Ludwig - Barilla - Winter                                  | 17              | Brun Motorsport Porsche 962C (C1) Larrauri - Pareja - Gouhier                                                  | 8               | Joest Racing Porsche 956 (C1) Follmer - Morton - Miller                                                        |
| 4    | 51                 | Silk Cut Jaguar ( Tom Walkinshaw Racing) Jaguar XJR-6 (C1) Warwick - Cheever - Schlesser | 51             | Silk Cut Jaguar ( Tom Walkinshaw Racing) Jaguar XJR-6 (C1) Warwick - Cheever - Schlesser | 51              | Silk Cut Jaguar ( Tom Walkinshaw Racing) Jaguar XJR-6 (C1) Warwick - Cheever - Schlesser                       | 33              | Porsche España-John Fitzpatrick Racing ( John Fitzpatrick Racing) Porsche 956 (C1) de Villota - Vélez - Fouché |
| 5    | 52                 | Silk Cut Jaguar ( Tom Walkinshaw Racing) Jaguar XJR-6 (C1) Redman - Heyer - Haywood      | 53             | Silk Cut Jaguar ( Tom Walkinshaw Racing) Jaguar XJR-6 (C1) Brancatelli - Percy - Haywood | 33              | Porsche España-John Fitzpatrick Racing ( John Fitzpatrick Racing) Porsche 956 (C1) de Villota - Vélez - Fouché | 9               | Obermaier Racing Porsche 956 (C1) Lässig - Ballabio - Wood                                                     |

### Classement final de la course

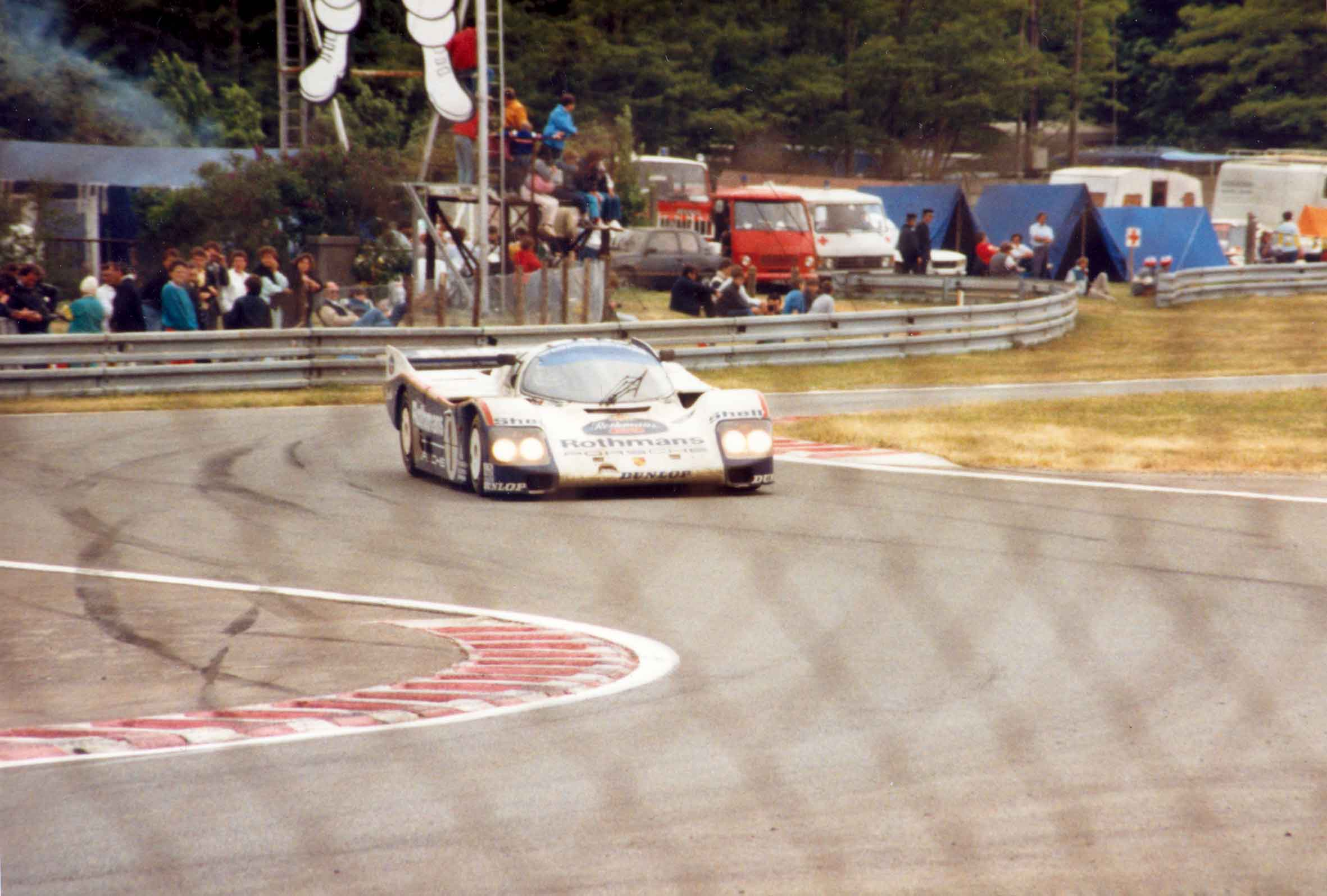
La Porsche 962C ayant remporté les 24 Heures du Mans.

Voici le classement officiel au terme des 24 heures de course.
- Les vainqueurs de chaque catégorie sont signalés par un fond jauni.
- Pour la colonne Pneus, il faut passer le curseur au-dessus du modèle pour connaître le manufacturier de pneumatiques.

| Pos.  | Catégorie | N°  | Concurrent (Écurie si différent du concurrent)                 | Pilotes                                                  | Châssis                            | Pneus | Tours |
| Pos.  | Catégorie | N°  | Concurrent (Écurie si différent du concurrent)                 | Pilotes                                                  | Moteur                             | Pneus | Tours |
| ----- | --------- | --- | -------------------------------------------------------------- | -------------------------------------------------------- | ---------------------------------- | ----- | ----- |
| 1     | C1        | 1   | Rothmans Porsche                                               | Derek Bell Hans-Joachim Stuck Al Holbert                 | Porsche 962C                       | D     | 367   |
| 1     | C1        | 1   | Rothmans Porsche                                               | Derek Bell Hans-Joachim Stuck Al Holbert                 | Porsche Type-935 2.6L Turbo Flat-6 | D     | 367   |
| 2     | C1        | 17  | Brun Motorsport                                                | Oscar Larrauri Jesús Pareja Joël Gouhier                 | Porsche 962C                       | M     | 359   |
| 2     | C1        | 17  | Brun Motorsport                                                | Oscar Larrauri Jesús Pareja Joël Gouhier                 | Porsche Type-935 2.6L Turbo Flat-6 | M     | 359   |
| 3     | C1        | 8   | Joest Racing                                                   | George Follmer John Morton Kenper Miller                 | Porsche 956                        | G     | 354   |
| 3     | C1        | 8   | Joest Racing                                                   | George Follmer John Morton Kenper Miller                 | Porsche Type-935 2.6L Turbo Flat-6 | G     | 354   |
| 4     | C1        | 33  | Porsche España-John Fitzpatrick Racing John Fitzpatrick Racing | Emilio de Villota Fermín Vélez George Fouché             | Porsche 956                        | G     | 348   |
| 4     | C1        | 33  | Porsche España-John Fitzpatrick Racing John Fitzpatrick Racing | Emilio de Villota Fermín Vélez George Fouché             | Porsche Type-935 2.6L Turbo Flat-6 | G     | 348   |
| 5     | C1        | 9   | Obermaier Racing                                               | Jürgen Lässig Fulvio Ballabio Dudley Wood                | Porsche 956                        | G     | 344   |
| 5     | C1        | 9   | Obermaier Racing                                               | Jürgen Lässig Fulvio Ballabio Dudley Wood                | Porsche Type-935 2.6L Turbo Flat-6 | G     | 344   |
| 6     | C1        | 63  | Ernst Schuster                                                 | Siegfried Brunn Ernst Schuster Rüdi Seher                | Porsche 936C                       | D     | 343   |
| 6     | C1        | 63  | Ernst Schuster                                                 | Siegfried Brunn Ernst Schuster Rüdi Seher                | Porsche Type-935 2.8L Turbo Flat-6 | D     | 343   |
| 7     | GTX       | 180 | Porsche AG                                                     | René Metge Claude Ballot-Léna                            | Porsche 961                        | D     | 320   |
| 7     | GTX       | 180 | Porsche AG                                                     | René Metge Claude Ballot-Léna                            | Porsche Type-935 2.8L Turbo Flat-6 | D     | 320   |
| 8     | C2        | 75  | ADA Engineering                                                | Ian Harrower Evan Clements Tom Dodd-Noble                | Gebhardt JC843                     | A     | 317   |
| 8     | C2        | 75  | ADA Engineering                                                | Ian Harrower Evan Clements Tom Dodd-Noble                | Ford Cosworth DFL 3.3L V8          | A     | 317   |
| 9     | C1        | 14  | Liqui Moly ( Richard Lloyd Racing)                             | Mauro Baldi Price Cobb Rob Dyson                         | Porsche 956                        | G     | 317   |
| 9     | C1        | 14  | Liqui Moly ( Richard Lloyd Racing)                             | Mauro Baldi Price Cobb Rob Dyson                         | Porsche Type-935 2.6L Turbo Flat-6 | G     | 317   |
| 10    | C1        | 55  | John Fitzpatrick Racing                                        | Philippe Alliot Paco Romero Michel Trollé                | Porsche 962C                       | G     | 311   |
| 10    | C1        | 55  | John Fitzpatrick Racing                                        | Philippe Alliot Paco Romero Michel Trollé                | Porsche Type-935 2.6L Turbo Flat-6 | G     | 311   |
| 11    | C2        | 90  | Jens Winther Team                                              | Jens Winther David Mercer Lars Viggo Jensen              | URD C83                            | A     | 309   |
| 11    | C2        | 90  | Jens Winther Team                                              | Jens Winther David Mercer Lars Viggo Jensen              | BMW M88 3.5L I6                    | A     | 309   |
| 12    | C2        | 100 | Secateva ( WM)                                                 | Claude Haldi Roger Dorchy Pascal Pessiot                 | WM P85                             | M     | 300   |
| 12    | C2        | 100 | Secateva ( WM)                                                 | Claude Haldi Roger Dorchy Pascal Pessiot                 | Peugeot PRV 2.7L Turbo V6          | M     | 300   |
| 13    | C1        | 47  | Graff Racing                                                   | Jean-Philippe Grand Jacques Goudchaux Marc Menant        | Rondeau M482                       | G     | 297   |
| 13    | C1        | 47  | Graff Racing                                                   | Jean-Philippe Grand Jacques Goudchaux Marc Menant        | Ford Cosworth DFL 3.3L V8          | G     | 297   |
| 14    | GTP       | 21  | Richard Cleare Racing                                          | Richard Cleare Lionel Robert Jack Newsum                 | March 85G                          | G     | 297   |
| 14    | GTP       | 21  | Richard Cleare Racing                                          | Richard Cleare Lionel Robert Jack Newsum                 | Porsche Type-935 2.8L Turbo Flat-6 | G     | 297   |
| 15    | C2        | 78  | Ecurie Ecosse                                                  | Les Delano John Hotchkiss Andy Petery                    | Ecosse (RML) C285                  | A     | 292   |
| 15    | C2        | 78  | Ecurie Ecosse                                                  | Les Delano John Hotchkiss Andy Petery                    | Ford Cosworth DFL 3.3L V8          | A     | 292   |
| 16    | C1        | 32  | Nissan Motorsport                                              | James Weaver Masahiro Hasemi Takao Wada                  | Nissan R85V                        | D     | 284   |
| 16    | C1        | 32  | Nissan Motorsport                                              | James Weaver Masahiro Hasemi Takao Wada                  | Nissan VG30ET 3.0L Turbo V6        | D     | 284   |
| 17    | C2        | 102 | Lucien Rossiaud ( Del Bello Racing)                            | Noël del Bello (de) Lucien Rossiaud Bruno Sotty          | Rondeau M379                       | A     | 277   |
| 17    | C2        | 102 | Lucien Rossiaud ( Del Bello Racing)                            | Noël del Bello (de) Lucien Rossiaud Bruno Sotty          | Ford Cosworth DFV 3.0L V8          | A     | 277   |
| 18    | C1        | 13  | Primagaz ( Courage Compétition)                                | Yves Courage Alain de Cadenet Pierre-Henri Raphanel      | Cougar C12                         | M     | 276   |
| 18    | C1        | 13  | Primagaz ( Courage Compétition)                                | Yves Courage Alain de Cadenet Pierre-Henri Raphanel      | Porsche Type-935 2.6L Turbo Flat-6 | M     | 276   |
| 19    | C2        | 70  | Spice Engineering                                              | Gordon Spice Ray Bellm Jean-Michel Martin                | Spice SE86C                        | A     | 257   |
| 19    | C2        | 70  | Spice Engineering                                              | Gordon Spice Ray Bellm Jean-Michel Martin                | Ford Cosworth DFL 3.3L V8          | A     | 257   |
| N. c. | C1        | 38  | Dome Co. Ltd.                                                  | Eje Elgh Beppe Gabbiani Toshio Suzuki                    | Dome 86C                           | D     | 295   |
| N. c. | C1        | 38  | Dome Co. Ltd.                                                  | Eje Elgh Beppe Gabbiani Toshio Suzuki                    | Toyota 4T-GT 2.1L Turbo I4         | D     | 295   |
| N. c. | B         | 111 | MK Motorsport                                                  | Michael Krankenberg Pascal Witmeur Jean-Paul Libert (de) | BMW M1                             | D     | 264   |
| N. c. | B         | 111 | MK Motorsport                                                  | Michael Krankenberg Pascal Witmeur Jean-Paul Libert (de) | BMW M88 3.5L I6                    | D     | 264   |
| N. c. | C2        | 72  | John Bartlett-Goodmans Sound ( John Bartlett Racing)           | Robin Donovan Richard Jones (en) Nick Adams              | Bardon DB1                         | A     | 210   |
| N. c. | C2        | 72  | John Bartlett-Goodmans Sound ( John Bartlett Racing)           | Robin Donovan Richard Jones (en) Nick Adams              | Ford Cosworth DFL 3.3L V8          | A     | 210   |
| N. c. | C2        | 95  | Roland Bassaler                                                | Roland Bassaler Dominique Lacaud Yvon Tapy               | Sauber SHS C6                      | A     | 200   |
| N. c. | C2        | 95  | Roland Bassaler                                                | Roland Bassaler Dominique Lacaud Yvon Tapy               | BMW M88 3.5L I6                    | A     | 200   |
| Abd.  | C1        | 51  | Silk Cut Jaguar ( Tom Walkinshaw Racing)                       | Derek Warwick Eddie Cheever Jean-Louis Schlesser         | Jaguar XJR-6                       | D     | 239   |
| Abd.  | C1        | 51  | Silk Cut Jaguar ( Tom Walkinshaw Racing)                       | Derek Warwick Eddie Cheever Jean-Louis Schlesser         | Jaguar 6.0L V12                    | D     | 239   |
| Abd.  | C1        | 7   | Joest Racing                                                   | Klaus Ludwig Paolo Barilla "John Winter"                 | Porsche 956                        | G     | 196   |
| Abd.  | C1        | 7   | Joest Racing                                                   | Klaus Ludwig Paolo Barilla "John Winter"                 | Porsche Type-935 2.6L Turbo Flat-6 | G     | 196   |
| Abd.  | C1        | 2   | Rothmans Porsche                                               | Jochen Mass Bob Wollek Vern Schuppan                     | Porsche 962C                       | D     | 180   |
| Abd.  | C1        | 2   | Rothmans Porsche                                               | Jochen Mass Bob Wollek Vern Schuppan                     | Porsche Type-935 2.6L Turbo Flat-6 | D     | 180   |
| Abd.  | C1        | 10  | Porsche Kremer Racing                                          | Jo Gartner Sarel van der Merwe Kunimitsu Takahashi       | Porsche 962C                       | Y     | 169   |
| Abd.  | C1        | 10  | Porsche Kremer Racing                                          | Jo Gartner Sarel van der Merwe Kunimitsu Takahashi       | Porsche Type-935 2.6L Turbo Flat-6 | Y     | 169   |
| Abd.  | C1        | 12  | Porsche Kremer Racing                                          | Pierre Yver Hubert Striebig Max Cohen-Olivar             | Porsche 956                        | Y     | 160   |
| Abd.  | C1        | 12  | Porsche Kremer Racing                                          | Pierre Yver Hubert Striebig Max Cohen-Olivar             | Porsche Type-935 2.6L Turbo Flat-6 | Y     | 160   |
| Abd.  | C1        | 53  | Silk Cut Jaguar ( Tom Walkinshaw Racing)                       | Gianfranco Brancatelli Win Percy Hurley Haywood          | Jaguar XJR-6                       | D     | 154   |
| Abd.  | C1        | 53  | Silk Cut Jaguar ( Tom Walkinshaw Racing)                       | Gianfranco Brancatelli Win Percy Hurley Haywood          | Jaguar 6.0L V12                    | D     | 154   |
| Abd.  | GTP       | 170 | Mazdaspeed Co. Ltd.                                            | Pierre Dieudonné David Kennedy Mark Galvin (en)          | Mazda 757                          | D     | 137   |
| Abd.  | GTP       | 170 | Mazdaspeed Co. Ltd.                                            | Pierre Dieudonné David Kennedy Mark Galvin (en)          | Mazda 13G 2.0L 3-Rotor             | D     | 137   |
| Abd.  | C1        | 41  | Secateva ( WM)                                                 | Jean-Daniel Raulet Michel Pignard François Migault       | WM P86                             | M     | 132   |
| Abd.  | C1        | 41  | Secateva ( WM)                                                 | Jean-Daniel Raulet Michel Pignard François Migault       | Peugeot PRV 2.6L Turbo V6          | M     | 132   |
| Abd.  | C2        | 99  | Roy Baker-Racing Tiga                                          | Nick Nicholson John Sheldon Thorkild Thyrring            | Tiga GC286                         | A     | 125   |
| Abd.  | C2        | 99  | Roy Baker-Racing Tiga                                          | Nick Nicholson John Sheldon Thorkild Thyrring            | Ford Cosworth BDT 1.7L Turbo I4    | A     | 125   |
| Abd.  | C1        | 45  | Vetir Racing                                                   | Patrick Oudet Jean-Claude Justice                        | Rondeau M382                       | D     | 110   |
| Abd.  | C1        | 45  | Vetir Racing                                                   | Patrick Oudet Jean-Claude Justice                        | Ford Cosworth DFL 3.3L V8          | D     | 110   |
| Abd.  | C1        | 36  | Tom's Co. Ltd.                                                 | Satoru Nakajima Geoff Lees Masanori Sekiya               | Tom's (Dome) 86C                   | B     | 105   |
| Abd.  | C1        | 36  | Tom's Co. Ltd.                                                 | Satoru Nakajima Geoff Lees Masanori Sekiya               | Toyota 4T-GT 2.1L Turbo I4         | B     | 105   |
| Abd.  | C2        | 97  | Ray Baker-Tiga Racing                                          | Tom Frank Val Musetti Mike Allison                       | Tiga GC285                         | A     | 95    |
| Abd.  | C2        | 97  | Ray Baker-Tiga Racing                                          | Tom Frank Val Musetti Mike Allison                       | Ford Cosworth BDT 1.7L Turbo I4    | A     | 95    |
| Abd.  | C1        | 19  | Brun Motorsport                                                | Thierry Boutsen Didier Theys Alain Ferté                 | Porsche 956                        | M     | 89    |
| Abd.  | C1        | 19  | Brun Motorsport                                                | Thierry Boutsen Didier Theys Alain Ferté                 | Porsche Type-935 2.6L Turbo Flat-6 | M     | 89    |
| Abd.  | C1        | 62  | Kouros Racing Team ( Sauber)                                   | Henri Pescarolo Christian Danner Dieter Quester          | Sauber C8                          | G     | 86    |
| Abd.  | C1        | 62  | Kouros Racing Team ( Sauber)                                   | Henri Pescarolo Christian Danner Dieter Quester          | Mercedes-Benz M117 5.0L Turbo V8   | G     | 86    |
| Abd.  | C1        | 18  | Brun Motorsport                                                | Walter Brun Massimo Sigala Frank Jelinski                | Porsche 962C                       | M     | 75    |
| Abd.  | C1        | 18  | Brun Motorsport                                                | Walter Brun Massimo Sigala Frank Jelinski                | Porsche Type-935 2.6L Turbo Flat-6 | M     | 75    |
| Abd.  | C2        | 83  | Luigi Taverna ( Technoracing)                                  | Luigi Taverna Toni Palma Marco Vanoli                    | Alba AR3                           | A     | 74    |
| Abd.  | C2        | 83  | Luigi Taverna ( Technoracing)                                  | Luigi Taverna Toni Palma Marco Vanoli                    | Ford Cosworth DFL 3.3L V8          | A     | 74    |
| Abd.  | C2        | 74  | Gebhardt Motorsport                                            | Stanley Dickens Pierre de Thoisy Jean-François Yvon      | Gebhardt JC853                     | A     | 68    |
| Abd.  | C2        | 74  | Gebhardt Motorsport                                            | Stanley Dickens Pierre de Thoisy Jean-François Yvon      | Ford Cosworth DFL 3.3L V8          | A     | 68    |
| Abd.  | C1        | 23  | Nissan Motorsport                                              | Kazuyoshi Hoshino Keiji Matsumoto Aguri Suzuki           | Nissan R86V                        | B     | 64    |
| Abd.  | C1        | 23  | Nissan Motorsport                                              | Kazuyoshi Hoshino Keiji Matsumoto Aguri Suzuki           | Nissan VG30ET 3.0L Turbo V6        | B     | 64    |
| Abd.  | C1        | 61  | Kouros Racing Team ( Sauber)                                   | John Nielsen Mike Thackwell                              | Sauber C8                          | G     | 61    |
| Abd.  | C1        | 61  | Kouros Racing Team ( Sauber)                                   | John Nielsen Mike Thackwell                              | Mercedes-Benz M117 5.0L Turbo V8   | G     | 61    |
| Abd.  | GTP       | 171 | Mazdaspeed Co. Ltd.                                            | Yojiro Terada Takashi Yorino Yoshimi Katayama            | Mazda 757                          | D     | 59    |
| Abd.  | GTP       | 171 | Mazdaspeed Co. Ltd.                                            | Yojiro Terada Takashi Yorino Yoshimi Katayama            | Mazda 13G 2.0L 3-Rotor             | D     | 59    |
| Abd.  | C1        | 52  | Silk Cut Jaguar ( Tom Walkinshaw Racing)                       | Brian Redman Hans Heyer Hurley Haywood                   | Jaguar XJR-6                       | D     | 53    |
| Abd.  | C1        | 52  | Silk Cut Jaguar ( Tom Walkinshaw Racing)                       | Brian Redman Hans Heyer Hurley Haywood                   | Jaguar 6.0L V12                    | D     | 53    |
| Abd.  | C1        | 3   | Rothmans Porsche                                               | Vern Schuppan Drake Olson                                | Porsche 962C                       | D     | 41    |
| Abd.  | C1        | 3   | Rothmans Porsche                                               | Vern Schuppan Drake Olson                                | Porsche Type-935 2.6L Turbo Flat-6 | D     | 41    |
| Abd.  | C2        | 92  | Louis Descartes ( Automobiles Louis Descartes)                 | Louis Descartes Jacques Heuclin                          | ALD 02                             | A     | 41    |
| Abd.  | C2        | 92  | Louis Descartes ( Automobiles Louis Descartes)                 | Louis Descartes Jacques Heuclin                          | BMW M88 3.5L I6                    | A     | 41    |
| Abd.  | C2        | 98  | Roy Baker Racing-Tiga                                          | David Andrews Mike Hall Duncan Bain                      | Tiga GC286                         | A     | 1     |
| Abd.  | C2        | 98  | Roy Baker Racing-Tiga                                          | David Andrews Mike Hall Duncan Bain                      | Ford Cosworth BDT 1.7L Turbo I4    | A     | 1     |
| Abd.  | C2        | 89  | Lucky Strike Schanche Racing                                   | Martin Birrane (en) Torgye Kleppe Martin Schanche        | Argo JM19                          | G     | 1     |
| Abd.  | C2        | 89  | Lucky Strike Schanche Racing                                   | Martin Birrane (en) Torgye Kleppe Martin Schanche        | Zakspeed 1.8L Turbo I4             | G     | 1     |
| Dsq.  | C1        | 66  | Cosmik Racing                                                  | Costas Los Raymond Touroul Neil Crang                    | March 84G                          | A     | 169   |
| Dsq.  | C1        | 66  | Cosmik Racing                                                  | Costas Los Raymond Touroul Neil Crang                    | Porsche Type-935 2.6L Turbo Flat-6 | A     | 169   |
| Dsq.  | C2        | 79  | Ecurie Ecosse                                                  | David Leslie Ray Mallock Mike Wilds                      | Ecosse (RML) C286                  | A     | 181   |
| Dsq.  | C2        | 79  | Ecurie Ecosse                                                  | David Leslie Ray Mallock Mike Wilds                      | Austin-Rover V64V 3.0L V6          | A     | 181   |

Détails :
- La no 38 Toyota 86C, la no 72 Bardon DN1, la no 95 Sauber C6 et la no 111 BMW M1 n'ont pas été classées pour distance parcourue insuffisante (moins de 70 % de la distance parcourue par le 1er de l'épreuve).
- La no 66 March 84G et la no 79 Ecosse C286 ont été disqualifiées pour avoir reçu, pour la première de l'aide extérieure et pour la seconde un ravitaillement non autorisé.

## Pole position et record du tour
- Pole position : Jochen Mass sur no 2 Porsche 962 C - Rothmans Porsche en 3 min 15 s 99 (248,486 km/h)
- Meilleur tour en course : Klaus Ludwig sur no 7 Porsche 956 - Joest Racing en 3 min 23 s 30 (239,551 km/h) au soixante-et-onzième tour

## Heures en tête
Voitures figurant en tête de l'épreuve à la fin de chaque heure de course :
| n° | Voiture      | Écurie           | Pilotes                                  | Heures             | Total |
| -- | ------------ | ---------------- | ---------------------------------------- | ------------------ | ----- |
| 7  | Porsche 956  | Joest Racing     | Klaus Ludwig Paolo Barilla John Winter   | 1re à 5e 11e à 12e | 7     |
| 1  | Porsche 962C | Rothmans Porsche | Derek Bell Hans-Joachim Stuck Al Holbert | 6e à 10e 13e à 24e | 15    |

## À noter
- Longueur du circuit : 13,528 km
- Distance parcourue : 4 972,730 km
- Vitesse moyenne : 207,197 km/h
- Écart avec le 2e : 166,001 km
- 150 000 spectateurs
- Accident mortel en course : Jo Gartner se tue en percutant les barrières à plus de 320 km/h sur sa Porsche.